# Puente de los Treinta y Tres
El puente de los “Treinta y Tres” es una construcción ubicada en el Parque Artigas de Pando, en el departamento de Canelones, que permite el cruce del Arroyo Pando en la llamada ruta 8 "vieja". El puente tiene una longitud de 130 metros y fue inaugurado en 1873, lo que lo convirtió en uno de los primeros puentes de Uruguay.

## Historia
Su piedra fundamental fue colocada el 8 de septiembre de 1871 por iniciativa de Miguel Sierra quien comenzó la construcción que fue terminada por Miguel Carrió. A la ceremonia asistió el presidente de la República, Lorenzo Batlle.
El 2 de enero de 1873 se inauguró oficialmente el Puente de los "Treinta y Tres" uno de los primeros erigidos en el Uruguay. Entre 1873 y 1903 la empresa de Miguel Arnoletti cobró peaje en éste.
Sobre las bases del primitivo puente se construyó el actual, de acuerdo con el Plan Vial 1911-1915.
Hasta el año 1963 en que se inaugura el puente nuevo sobre el arroyo Pando, desarrolló una ruta de comunicación con el interior del país y de progreso para la zona este.